# Yuya Yamagishi
Yuya Yamagishi (født 29. august 1993) er en japansk fodboldspiller, som spiller for den japanske fodboldklub FC Gifu.